# Jaak Uudmäe
Jaak Uudmäe (in russo Яак Яакович Уудмяэ?, Jaak Jakovič Uudmjaė; Tallinn, 3 settembre 1954) è un ex triplista sovietico, medaglia d'oro alle Olimpiadi di Mosca del 1980.

## Biografia
Dopo essere stato proclamato Sportivo dell'anno dell'Estonia nel 1979, nel 1980 ottenne, oltre a questa onorificenza, anche quella di Sportivo dell'anno dell'Unione Sovietica. Alle Olimpiadi di Mosca 1980 conquistò la medaglia d'oro nella propria specialità del salto triplo dopo una competizione molto contestata, davanti al connazionale Viktor Saneev e al brasiliano João Carlos de Oliveira. Sempre durante questa gara Uudmäe dovette però sopportare i ripetuti fischi del pubblico dello Stadio Lenin (dal 1992 Stadio Lužniki), che parteggiava per il suo compagno di squadra Saneev, già tre volte medaglia d'oro del triplo, e considerato pertanto una leggenda. I suoi figli, Jaanus e Merilyn, sono atleti di livello internazionale, anch'essi specialisti nel salto triplo.